# Bibrastraße 15 (Bad Kissingen)

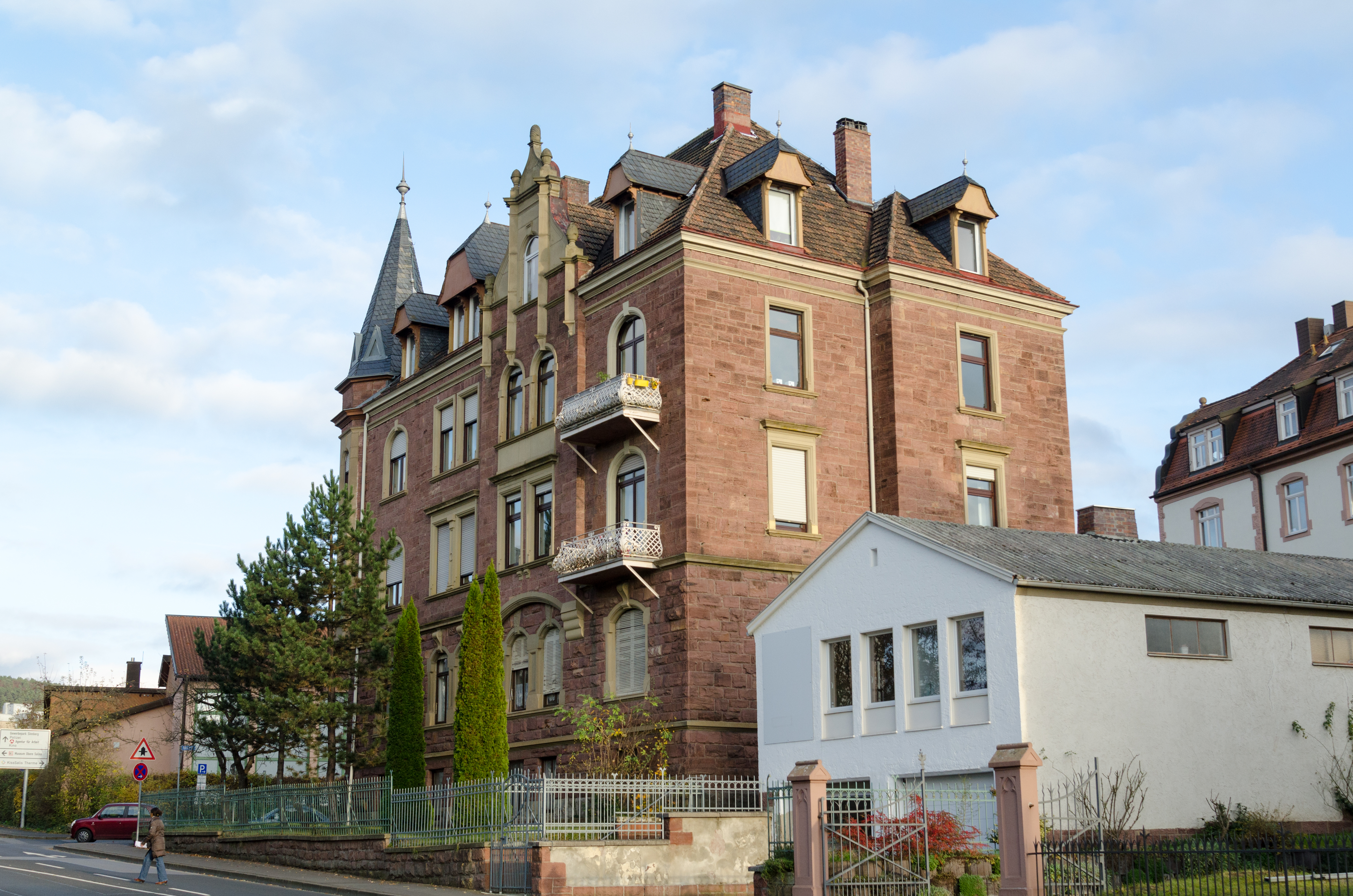
Bibrastraße 15 in Bad Kissingen

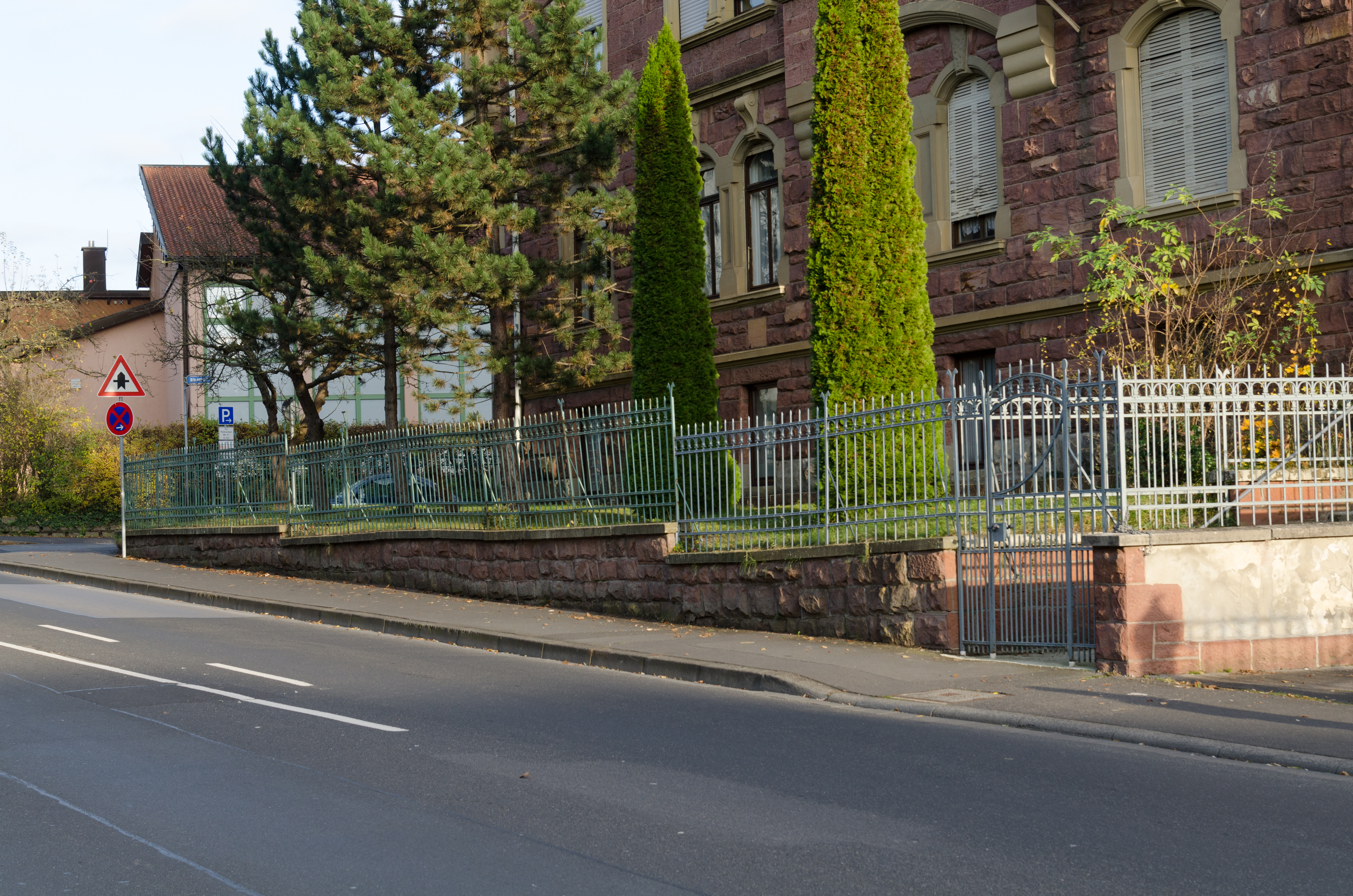
Bibrastraße 15 (Vorgarteneinfriedung)

Das Anwesen Bibrastraße 15 in der Bibrastraße in Bad Kissingen, der Großen Kreisstadt des unterfränkischen Landkreises Bad Kissingen gehört zu den Bad Kissinger Baudenkmälern und ist unter der Nummer D-6-72-114-274 in der Bayerischen Denkmalliste registriert.

## Geschichte
Das dreigeschossige Wohnhaus mit Mansarddach, rotem Hausteinmauerwerk mit Grausandsteingliederung und Eckerker mit Spitzhelm entstand im Jahr 1904. Es wurde vom Schweinfurter Architekt Karl Friedrich Gottschalk in Formen deutscher Renaissance errichtet.
Zum Anwesen gehört die gleichzeitig entstandene Vorgarteneinfriedung aus Gusseisen.